# Medaille „Zum 1500-jährigen Jubiläum Kiews“
Die Medaille „Zum 1500-jährigen Jubiläum Kiews“ (russisch Медаль «В память 1500-летия Киева») war eine Auszeichnung der ehemaligen Sowjetunion, welche am 10. Mai 1982 durch das Präsidium des Obersten Sowjets der UdSSR anlässlich des 1500. Jahrestages der Gründung von Kiew gestiftet wurde.

## Verleihungsbedingungen
Die Medaille konnte dabei an zwei Gruppen von Menschen verliehen werden. Zum einen an die Teilnehmer der Verteidigung der Stadt 1941 sowie deren Befreiung 1943 unabhängig vom Wohnort sowie an Arbeiter, Angestellte und Beamte mit einer Mindestwohndauer von 10 Jahren im Stadtgebiet von Kiew oder einer ihrer Vororte. Letztere Personengruppe musste während dieser Zeit einen wertvollen wirtschaftlichen oder kulturellen Beitrag der Stadt geleistet haben. Die Auslegung der Verleihungsbedingungen erfolgte großzügig, so dass 780.180 Menschen die Medaille erhielten.

## Aussehen und Trageweise
Die Medaille besteht aus Messing, schimmert bronzen und hat einen Durchmesser von 32 mm. Sie zeigt auf ihrem Avers das Bildnis eines Lenindenkmals vor einem strahlenden Hintergrund. Vor dem Denkmal sind die Vertreter der Stadt Kiew (von links nach rechts) in Form eines Matrosen, eines Panzerfahrers, eines Soldaten sowie eines Partisans zu sehen. Umschlossen wird diese Symbolik von der obigen halbkreisförmigen Umschrift: В память 1500-летия Киева (Zum 1500-jährigen Jubiläum Kiews). Das Revers der Medaille zeigt hingegen am oberen Medaillenrand das Ordenszeichen des Helden der Sowjetunion sowie die darunter anschließende zweizeilige Inschrift: ГОРОДУ-ГЕРОЮ СЛАВА! (Glorreiche Heldenstadt). Den Abschluss bildet die Darstellung des Gebäudes des Obersten Sowjets der Ukrainischen SSR mit Banner und Flagge in Kiew sowie die Sophienkathedrale.
Getragen wurde die Medaille an der linken oberen Brustseite des Beliehenen an einer grünen pentagonalen Spange, dessen linker 2 mm breiter Saum rot und der rechte, ebenfalls 2 mm breit, hellblau ist. In die Mitte des Bandes ist ein 8 mm breiter roter senkrechter Mittelstreifen eingewebt. Dieser wird wiederum mit zwei gelben 0,5 mm breiten Fäden durchzogen, von denen der innere 1 mm vom äußeren entfernt liegt.